# Бенуе-конголезькі мови
Бенуе-конголезькі мови — сукупність споріднених мов, мовна підсім'я, яка відносяться до Нігеро-конголезької сім'ї. Поширені від Нігерії до східного узбережжя Африки та на південь аж до Південної Африки. Загальна кількість представників, що розмовляють мовами групи — 165 млн осіб (1983).

## Класифікація
Бенуе-конголезька підсім'я поділяється на 4 групи:
- Плато
- Джукуноїдна
- Кросріверська
- Бантоїдна
  - Абаньомська мова

## Характеристика
Велика кількість мов та їх слабка вивченість робить важким визначення рис, загальних для всіх мов групи. Крім того, при їх описі особливу увагу приділяють саме класифікації, дивлячись на її виключну важливість для характеристики їхнього ладу, та майже не описується дієслівна система, яка відрізняється великою складністю. З точки зору фонології мови характеризуються багатим вокалізмом. Серед голосних представлені двофокусні змичні (kp, qb), імплозивні, білабіальні та лабіодентальні щілинні (глухі, дзвінкі), носові різних локальних рядів (m, n, η, ηw), глухі та дзвінкі латеральні (у мові відекум). Мови - тональні, зазвичай з двома базисними тоновими рівнями (високий-низький), тип тональної структури, з тоновим перепадом. За морфологічним типом мови ізольовано-аглютинуючі (у банту відмічаються елементи флективності), з переважанням в окремих групах мов тієї чи іншої типологічної тенденції. Іменникам властива категорія іменного узгодженого класу. Склад та способи вираження класів у різних мов різні. У синтаксисі переважають прості речення. Найчастіший порядок слів "суб'єкт-предикат-об'єкт", предикат може бути іменним та дієслівним.

## Історія вивчення
Більшість з цих мов не мають писемності. Перші лінгвістичні свідчення про них відносяться до XVI ст., але до XIX ст. вивчались головним чином мови банту. Тільки з середини XIX ст. починають цікавитись небантуським матеріалом: вперше деякі мови Нігерії та Камеруну знайшли відбиття у праці Сигізмунда Кьолле "Мови Африки" (1854). Перші граматика та словник мови ефік Х. Голді з'явився в 60-70-их роках. Порівняльне вивчення мов групи (окрім банту) розпочав англійський вчений Х. Джонстон (1919), який включив у розгляд з банту 24 мови "напівбанту" (головним чином бантоїдні). У 20-30-их роках XX ст. класифікацією та характеристикою бенуе-конголезьких мов займались Ч. Мік, П. Толбот (Велика Британія), Г. Тесман (Німеччина). Важливий внесок в їхнє вивчення зробив Дідріх Вестерман. В ці та наступні роки виходять праці з окремих мов небантуського ареалу: Е. Меєр, К. Хофман, Герман Юнграйтмайр (Німеччина), Рой Абрахам, Ф. Адамс, М. Джефріс, Г. Вольф, Ф. Вінстон (Велика Британія) та ін. Широкий інтерес до мов почав з'являтись у 60-их роках XX ст.